# رايموند بورنس
رايموند بورنس (بالإنجليزية: Raymond Burns)‏ هو لاعب غولف بريطاني، ولد في 8 أكتوبر 1973 في Banbridge ‏ في المملكة المتحدة.

## وصلات خارجية
- رايموند بورنس على موقع رابطة أوروبا للاعبي الغولف المحترفين (الإنجليزية)